# Fluidik
Fluidik (fluidische Logik) ist die Verwendung von strömungsmechanischen Bauelementen zur Signalverarbeitung in der Automatisierungstechnik. Sie basiert auf den Prinzipien der Strömungslehre und verwendet pneumatische bzw. hydraulische Hilfsenergie.
Strömungsmechanische Bauelemente arbeiten mit Hilfe von flüssigen oder komprimierbaren Medien, wie z. B. Luft, Wasser oder Hydraulikflüssigkeiten. Der Anteil hydraulischer Steuerungen spielt dabei nur eine geringe Rolle. Sie werden – auch zu integrierten Schaltungen zusammengefasst – sowohl in analogen als auch in digitalen Schaltungen eingesetzt.
Fluidiksysteme wurden in den 1960er Jahren entwickelt und ab den 1970er Jahren durch die Mikroelektronik verdrängt. Sogenannte dynamische Fluidiksysteme (s. u.) werden gegenwärtig noch für wenige Sonderaufgaben eingesetzt.

## Arten
Es gibt zwei Arten von Fluidik-Systemen:

### Statische Fluidik-Systeme
Bewegliche Kolben, Klappen, Schieber oder Membranen schalten die Signale. Hilfsenergie wird nur beim Umschalten verbraucht – das Fluid verhält sich überwiegend statisch.
Ausführungen:
- UNALOG (universelles Niederdruck-analog- und Logik-System)

Wandstrahl-Flipflop nach HOERBIGER-Pneumonic

Fluidisches UND nach HOERBIGER-Pneumonic

- DRELOBA binäres Steuerungssystem
- SAMSOMATIK
- USEPPA

### Dynamische Fluidik-Systeme
Es sind keine beweglichen Teile vorhanden und damit kein mechanischer Verschleiß. Hilfsenergie wird ständig verbraucht – das Fluid muss sich bewegen, um die Funktion zu erhalten.
Ausführungen von strömungsmechanischen Schaltelementen:
- Turbulenzverstärker bzw. Pneumistoren (so viel wie pneumatische Transistoren) als Impulsverstärker oder als NICHT-Glieder
- Wandstrahlelemente (siehe Coandă-Effekt) als Wandstrahl-Kippglieder (Flipflops, d. h. Speicherelemente) und logische Elemente (Verknüpfungsglieder: ODER/NOR, UND/NAND).

#### Herstellung
Die Kanäle von strömungsmechanischen Schaltelementen werden meist in Kunststoff geätzt oder gepresst.

#### Vorteile und Nachteile
Strömungsmechanische Schaltelemente zeichnen sich durch fehlenden Verschleiß, Zuverlässigkeit und Unempfindlichkeit gegenüber Wärme, ionisierender Strahlung und Vibration aus.
Ein Nachteil ist die Langsamkeit (relativ lange Umschaltzeiten, relativ niedrige Frequenzen).

## Anwendungen
Die Fluidik ist u. a. in der Luft- und Raumfahrt, in der Militärtechnik, in industriellen Steuerungen, in der Medizin und auch in Geräten zum alltäglichen Gebrauch zur Anwendung gekommen.

## Weiterführende Literatur
- Gerhart Kriechbaum: Pneumatische Steuerungen, Vieweg, 1997, ISBN 978-3-528-14057-1
- Thomas Krist: Hydraulik, Pneumatik, Fluidik – Pneulogik: Formeln, Daten, Begriffe; für Berufsausbildung, Studium und Praxis. 4. Aufl. Hoppenstedt, Darmstadt 1991.
- Adolf W. Rechten: Fluidik: Grundlagen, Bauelemente, Schaltungen. Springer, Berlin 1976.
- Günter Ortmann: Logik- und Fluidiksteuerungen: ein Nachschlagewerk für Begriffe, Bildzeichen, Geräte und Schaltungen der Steuerungstechnik allgemein sowie der Fluidiktechnik und ihrer Randgebiete. Ortmann, Hilden 1973.
- Eduard Karg: Fluidik: kurz und bündig. Elementare Einführung in die Technologie pneumatischer Logikelemente. Vogel, Würzburg 1972.
- László Helm et al.: Einführung in die Fluidik: pneumatische logische Elemente und Systeme. Oldenbourg, München 1971.
- O.Lew wood: Pure Fluid Device. In: Machine Design. Juni 1964, S. 154–180.
- E.F.Tarumoto D.H.Humphrey: Fluidics. Fluid Amplifier Associates, Inc, 1965.
- RE.Bowles EM.Dexter: A second Generation of Fluid System Application. Fluid Amplification Symposium, Oktober 1965, S. 213.

## Weblink
- Pneumatische Logik-Elemente aus dem Jahre 1969